# Pumanque
Pumanque är en kommun i Chile.   Den ligger i provinsen Provincia de Colchagua och regionen Región de O'Higgins, i den södra delen av landet, 160 km sydväst om huvudstaden Santiago de Chile.
Trakten runt Pumanque består till största delen av jordbruksmark. Runt Pumanque är det glesbefolkat, med 9 invånare per kvadratkilometer.